# Bürgerbewegung
Der Begriff Bürgerbewegung wird in unterschiedlichen Kontexten unterschiedlich definiert.

## Begriffliche Differenzierung nach historischen oder organisatorischen Gesichtspunkten
Eine Bürgerbewegung war in der jüngeren deutschen Geschichte eine Organisationsform von politischen Gruppierungen während der Wende in der DDR und in den Folgejahren. Sie entwickelte sich vor dem Hintergrund der Erfahrungen in der DDR in Abgrenzung zur Form der Partei. Die Bürgerbewegungen stellten aber für ihre Betätigung ähnliche Ansprüche wie Parteien. So war die parlamentarische Arbeit ein wichtiger Aspekt. Der Begriff „Bürgerbewegung“ wird gelegentlich auch für die in den 1960er Jahren entstandenen neuen Formen außerparlamentarischer Meinungsbildung benutzt, die an die Seite der klassischen Repräsentationsdemokratie traten. Dies waren zunächst kleine lokale Gruppen, die als Betroffene besondere Mitsprache forderten und auf Parteien und die öffentliche Verwaltung einwirkten. Daraus entstanden die Anti-Atomkraft-Bewegung, die Friedensbewegung, alternative Bewegungen (mit Befürwortung von Selbstverwirklichung und basisdemokratischen Entscheidungsprozessen) und Bürgerrechtsgruppen zunächst vor allem im kirchlichen Raum in der DDR.
Im organisatorischen, sozialarbeiterischen Sinne wird der Begriff Bürgerbewegung auch für Zusammenschlüsse mehrerer oder aller Bürgerinitiativen einer Stadt oder Region benutzt. Bürgerinitiativen sind meist einem einzelnen Ziel verpflichtet, ein Zusammenschluss mehrerer Initiativen kann die Kräfte auf Zeit für ein bestimmtes Thema oder Ziel bündeln, oder auch dauerhaft, um das Bürgerverständnis und eine kritisch hinterfragende Haltung gegen Politik und Verwaltung zu fördern.
Auch bundesweite Organisationen, wie die Aktion Gemeinsinn, die Aktion Humane Schule oder die Humanistische Union, die langfristig und im Verband mit anderen für politische Veränderung unabhängig von Parteien auftreten, um Behindertenpolitik, Lernsituationen oder die Bürgerrechte gegen Überwachung zu verändern, werden manchmal umgangssprachlich als Bürgerbewegung bezeichnet.

## Bedeutung für die Soziale Arbeit
Starke Einflüsse kommen dazu aus der Gemeinwesenarbeit, eine Übertragung des Community Organizing aus den USA und einer Grundform der Sozialen Arbeit. In den Bürgerbewegungen der 1960er Jahre entstanden daraus neue methodische Herangehensweisen der basisdemokratischen Entscheidungsfindung in Gruppen wie beispielsweise die Zukunftswerkstätten.